# Séglien
Séglien [seglijɛ̃] est une commune française, située dans le département du Morbihan en région Bretagne.
En 2004, la commune a obtenu le Label "Communes du Patrimoine Rural de Bretagne" pour la richesse de son patrimoine architectural et paysager[réf. nécessaire].

## Géographie

### Localisation
La commune de Séglien est une commune rurale appartenant par ses traditions au Pays Pourlet et à la Basse Bretagne et sur le plan administratif à la communauté de communes de Pontivy communauté. La commune appartenait au canton de Cléguérec. Elle appartient désormais à celui de Gourin. La commune se trouve à vol d'oiseau à 14 km à l'ouest de Pontivy, à 43 km au nord de Lorient, à 54 km au sud-ouest de Saint-Brieuc, à 58 km au nord-ouest de Vannes et à 71 km à l'est de Quimper.

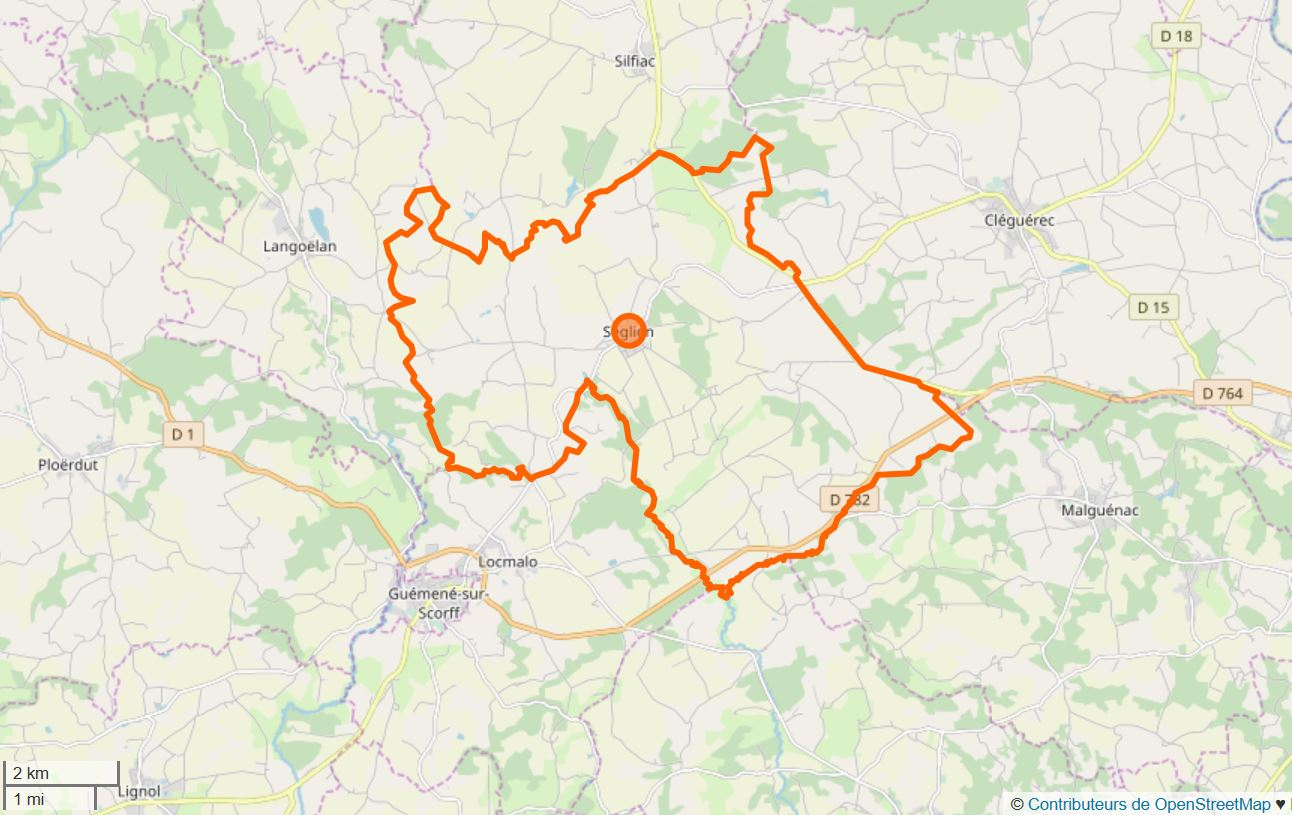
Carte en couleurs de la commune de Séglien et des communes voisines

| Langoëlan | Silfiac | Cléguérec |
| Langoëlan | Séglien | Cléguérec |
| Locmalo   | Guern   | Malguénac |

### Relief et hydrographie
La commune, avec une superficie de 38,36 km2, est relativement étendue. Le territoire de la commune de Séglien est vallonné et s'étage entre 123 mètres et 248 mètres. Le bourg est situé sur une colline qui culmine à une altitude de 223 mètres, ce qui en fait un des bourgs les plus hauts de Bretagne. La commune est traversée par le cours d'eau de la Sarre, un affluent du Blavet. Depuis 2006, la commune accueille une ferme de 6 éoliennes de 9 MW chacune au sud-est près du hameau de Trescoët. 
| - Carte topographique de la commune de Séglien. |

### Hydrographie
Pour un article plus général, voir Réseau hydrographique du Morbihan.
La commune est située dans le bassin Loire-Bretagne. Elle est drainée par la Sarre, le Toul Brohet, le ruisseau de lanhouellic, le ruisseau de Trescoët, le goah lann, le ruisseau de Mané créz, le ruisseau de Stanguen, le ruisseau du Frétu, le ruisseau du Moulin du pont houarn, le ruisseau du Pont samuel et divers autres petits cours d'eau,.
La Sarre, d'une longueur de 35 km, prend sa source dans la commune de Lescouët-Gouarec et se jette  dans le Blavet à Pluméliau-Bieuzy, après avoir traversé neuf communes. 

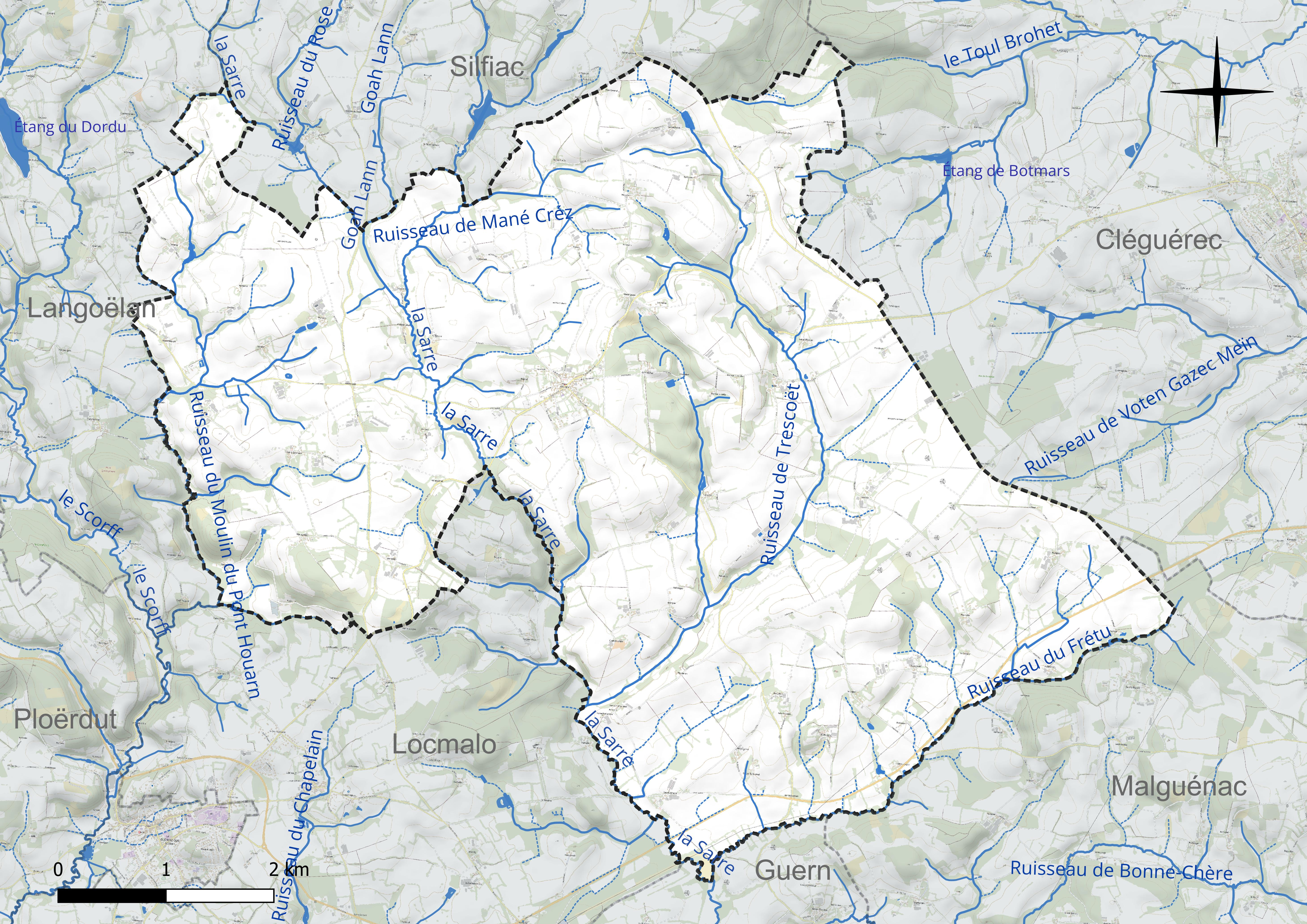
Réseau hydrographique de Séglien.

Le Toul Brohet, d'une longueur de 12 km, prend sa source dans la commune  et se jette  dans le canal de Nantes à Brest à Cléguérec. 

### Climat
Pour des articles plus généraux, voir Climat de la Bretagne et Climat du Morbihan.
En 2010, le climat de la commune est de type climat océanique franc, selon une étude du CNRS s'appuyant sur une série de données couvrant la période 1971-2000. En 2020, Météo-France publie une typologie des climats de la France métropolitaine dans laquelle la commune est exposée à un climat océanique et est dans une zone de transition entre les régions climatiques « Finistère nord  » et « Bretagne orientale et méridionale, Pays nantais, Vendée ». Parallèlement l'observatoire de l'environnement en Bretagne publie en 2020 un zonage climatique de la région Bretagne, s'appuyant sur des données de Météo-France de 2009. La commune est, selon ce zonage, dans la zone « Intérieur  », exposée à un climat médian, à dominante océanique.  
Pour la période 1971-2000, la température annuelle moyenne est de 10,6 °C, avec une amplitude thermique annuelle de 12,3 °C. Le cumul annuel moyen de précipitations est de 1 090 mm, avec 16 jours de précipitations en janvier et 8,3 jours en juillet. Pour la période 1991-2020, la température moyenne annuelle observée sur la station météorologique la plus proche, située sur la commune de Plouay à 25 km à vol d'oiseau, est de 11,8 °C et le cumul annuel moyen de précipitations est de 1 149,0 mm,. Pour l'avenir, les paramètres climatiques de la commune estimés pour 2050 selon différents scénarios d’émission de gaz à effet de serre sont consultables sur un site dédié publié par Météo-France en novembre 2022.

## Urbanisme

### Typologie
Au 1er janvier 2024, Séglien est catégorisée commune rurale à habitat très dispersé, selon la nouvelle grille communale de densité à sept niveaux définie par l'Insee en 2022.
Elle est située hors unité urbaine et hors attraction des villes,.

### Occupation des sols

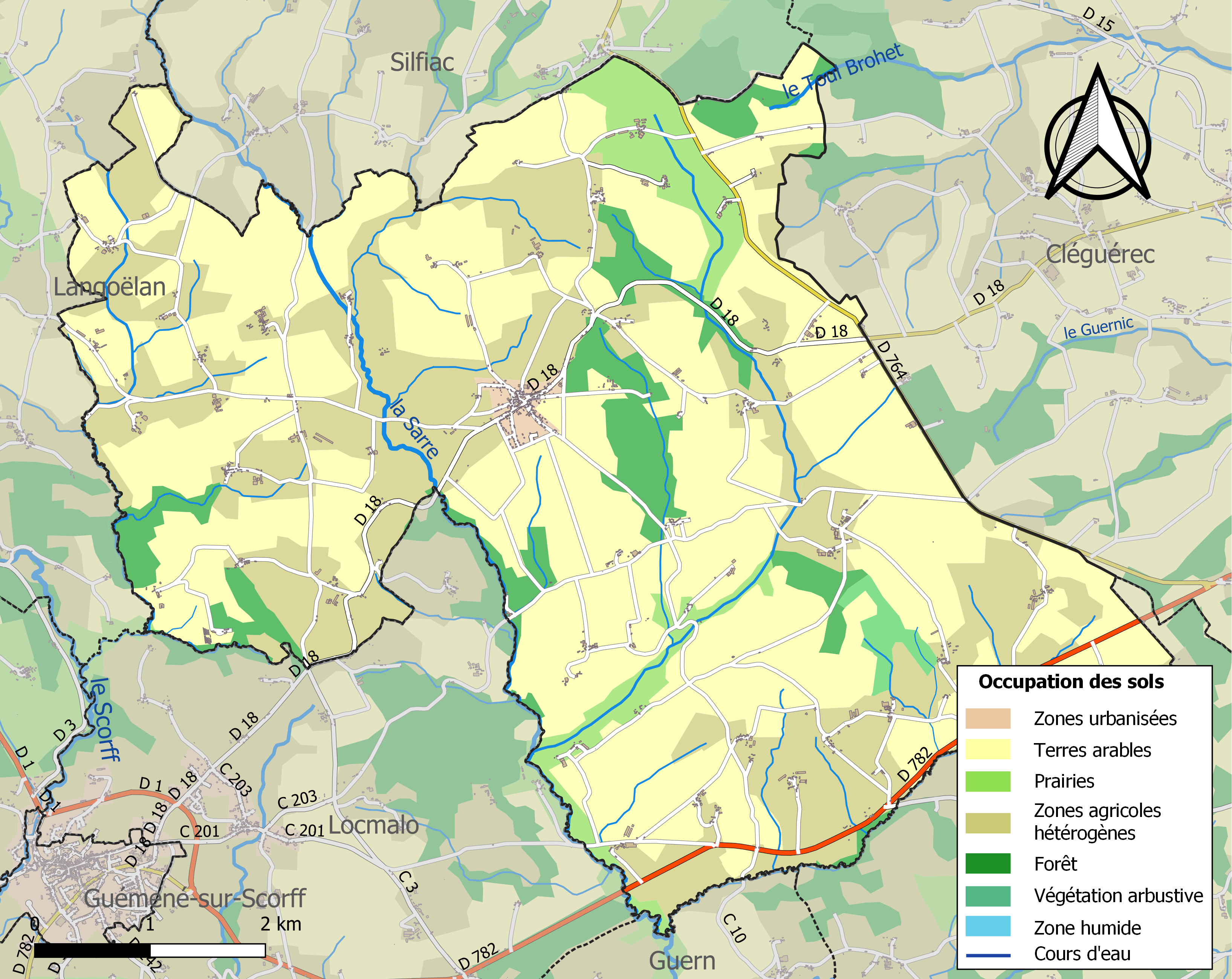
Carte des infrastructures et de l'occupation des sols de la commune en 2018 (CLC).

Le tableau ci-dessous présente l'occupation des sols de la commune en 2018, telle qu'elle ressort de la base de données européenne d’occupation biophysique des sols Corine Land Cover (CLC).
| Type d’occupation                                                                   | Pourcentage | Superficie (en hectares) |
| ----------------------------------------------------------------------------------- | ----------- | ------------------------ |
| Tissu urbain discontinu                                                             | 0,8 %       | 30                       |
| Terres arables hors périmètres d'irrigation                                         | 54,6 %      | 2091                     |
| Prairies et autres surfaces toujours en herbe                                       | 5,0 %       | 192                      |
| Systèmes culturaux et parcellaires complexes                                        | 30,9 %      | 1182                     |
| Surfaces essentiellement agricoles interrompues par des espaces naturels importants | 0,7 %       | 26                       |
| Forêts de feuillus                                                                  | 5,0 %       | 191                      |
| Forêts de conifères                                                                 | 2,2 %       | 85                       |
| Forêts mélangées                                                                    | 0,1 %       | 5                        |
| Forêts et végétation arbustive en mutation                                          | 0,8 %       | 29                       |
| Source : Corine Land Cover                                                          |             |                          |

## Toponymie
Le nom de la localité est attesté sous les formes Seguelian en 1330, Seglian en 1387, Seglean au XIVe siècle, Seguelien en 1418, Seguillian en 1427, Seguelian en 1447 et en 1477, Seguelien en 1448, en 1481 et en 1513, Seguehen en 1464, Treffve de Leshernyn en Seguelien en 1514, Seguelen en 1536, Siglien en 1630.
Seglian, est le toponyme attesté dans les parchemins du chapitre de Vannes en 1387, dans une forme identique à la forme bretonne contemporaine. L'administration française en a fait Séglien.
Le nom de la commune est Seglian en breton.
Ce toponyme est un emprunt à l'ancien occitan segle, issu du latin secale (Seigle), parce que son sol ingrat ne se prête qu'à la culture du seigle,.

## Histoire

### Antiquité

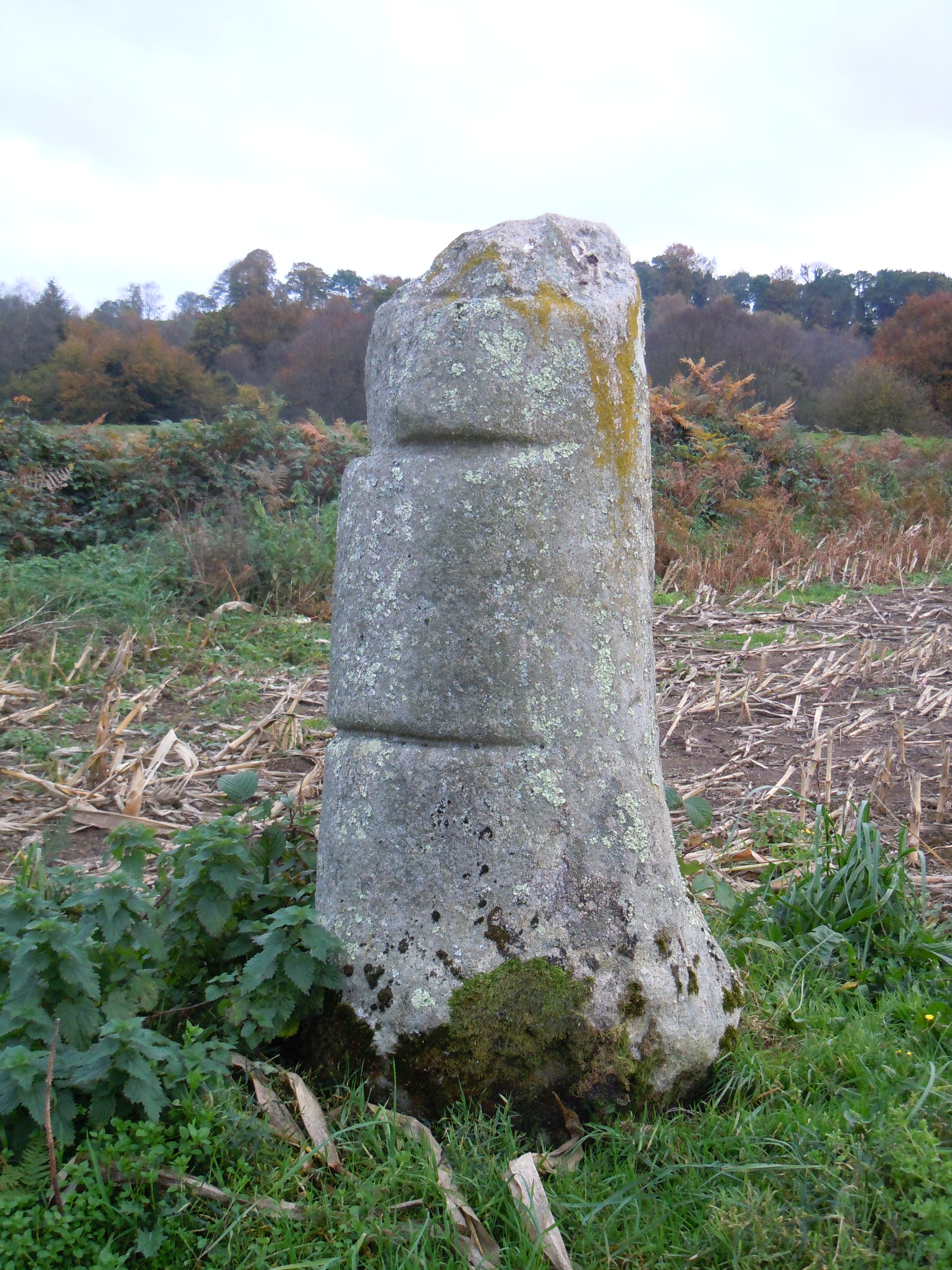
Borne située près du village de Saint-Germain, au bord de l'ancienne voie romaine.

La voie romaine reliant les cités antiques de Vorgium (Carhaix) et Darioritum (Vannes) traversait le territoire actuel de la commune. Le tronçon encore existant de l'ancienne voie est appelé localement  « Hent Meur », c'est-à-dire le « Grand Chemin » et passe dans les villages de Quenecalec et Mané-Guégan. Une borne, située au bord de l'ancienne voie romaine, pourrait correspondre à une borne milliaire, à moins qu'il ne s'agisse d'une stèle gauloise. L'absence d'inscription gravée sur la borne ne permet pas d'exclure la seconde hypothèse.
Mentionnée dès le XIIe siècle, Séglien semble avoir une origine plus ancienne. Elle pourrait être issue d'un démembrement de l'ancienne paroisse primitive gallo-romaine de Silfiac (mentionnée en 871).

### Moyen-Âge
Selon un aveu de 1471, Séglien était au sein de la Vicomté de Rohan, une des 46 paroisses ou trèves de la seigneurie proprement dite de Rohan.
Séglien fit partie, à partir du XVe siècle, de la seigneurie de Coët-an-Fao (Coëtanfao), dont les seigneurs s'allièrent aux puissantes familles de la région tels les Kerhoent et les Kergournadech.

### LeXIXesiècle
Vers 1855, le comte Charles de La Monneraye achète les vestiges et les terres du château de Coët-an-Fao, édifié au XVIIIe siècle, à l’emplacement d’un ancien château construit en 1549 et d'un manoir mentionné dès le XIIIe siècle.
Lors des élections législatives de 1876 « de nombreux témoins ont déposé qu'à Pluméliau, à Cléguérec, à Moustoir-Ac, à Baud, à Séglien, à Locuon, à Naizin, à Noyal-Pontivy, et dans un grand nombre d'autres communes, les curés et les vicaires se tenaient, le jour du scrutin, à la porte des sections de vote, surveillaient les bulletins, déchiraient ceux de M. Cadoret, forçaient les électeurs à prendre ceux de M. de Mun, et les conduisaient voter ».

### LeXXesiècle

#### La Belle Époque
Un décret du Président de la République en date du 14 juin 1911 attribue, à défaut de bureau de bienfaisance, les biens ayant appartenu à la fabrique de Séglien et actuellement placés sous séquestre à la commune de Séglien.

#### L' Entre-deux-guerres
En 1919 à l'école des filles les classes sont obscures, exigües et surchargées ; une cloison de carton sépare les classes, « les leçons faites dans l'une s'entendent dans les autres (...) Le matériel scolaire est dans un état de vétusté sans nom et manque en partie ».

#### La Seconde Guerre mondiale
Georges Tilly, originaire de Perros-Guirec, membre du Bezenn Perrot, infiltra un groupe de maquisards qu'il dénonça ensuite : trois d'entre eux dont Joseph Le Botlan, qui tenait une auberge à Pont-du-Logeo en Séglien, assassiné en juillet 1944 dans la forêt de L'Hermitage-Lorge, et Joachim Gueveneu, lequel mourut en déportation. Georges Tilly fut condamné à mort et exécuté lors de la Libération.
L'abbé Joseph Hervé, recteur de Séglien, fut un prêtre patriote et résistant.
Joseph Le Gallo (de son vrai nom Joseph Éon), qui habitait à Kergann-Meur, a écrit une gwerz pour les patriotes de Coët-Rivalain.

#### L'après Seconde Guerre mondiale
Le remembrement a été effectué à Séglien entre 1960 et 1963.

### LeXXIesiècle

#### Les éoliennes
Un parc éolien géré par EDF Renouvelables est en service à Trescoët depuis 2005. Un projet de remplacement est en cours en 2025, visant à remplacer les 6 éoliennes développant 1,5 MW chacune, par quatre nouvelles d’une puissance unitaire comprise entre 3,9 et 4,2 MW.
Un autre projet de parc éolien situé au Houarn, au nord de la commune et porté par le groupe Valeco, prévoit six éoliennes ; les travaux devraient commencer en 2025.

## Politique et administration

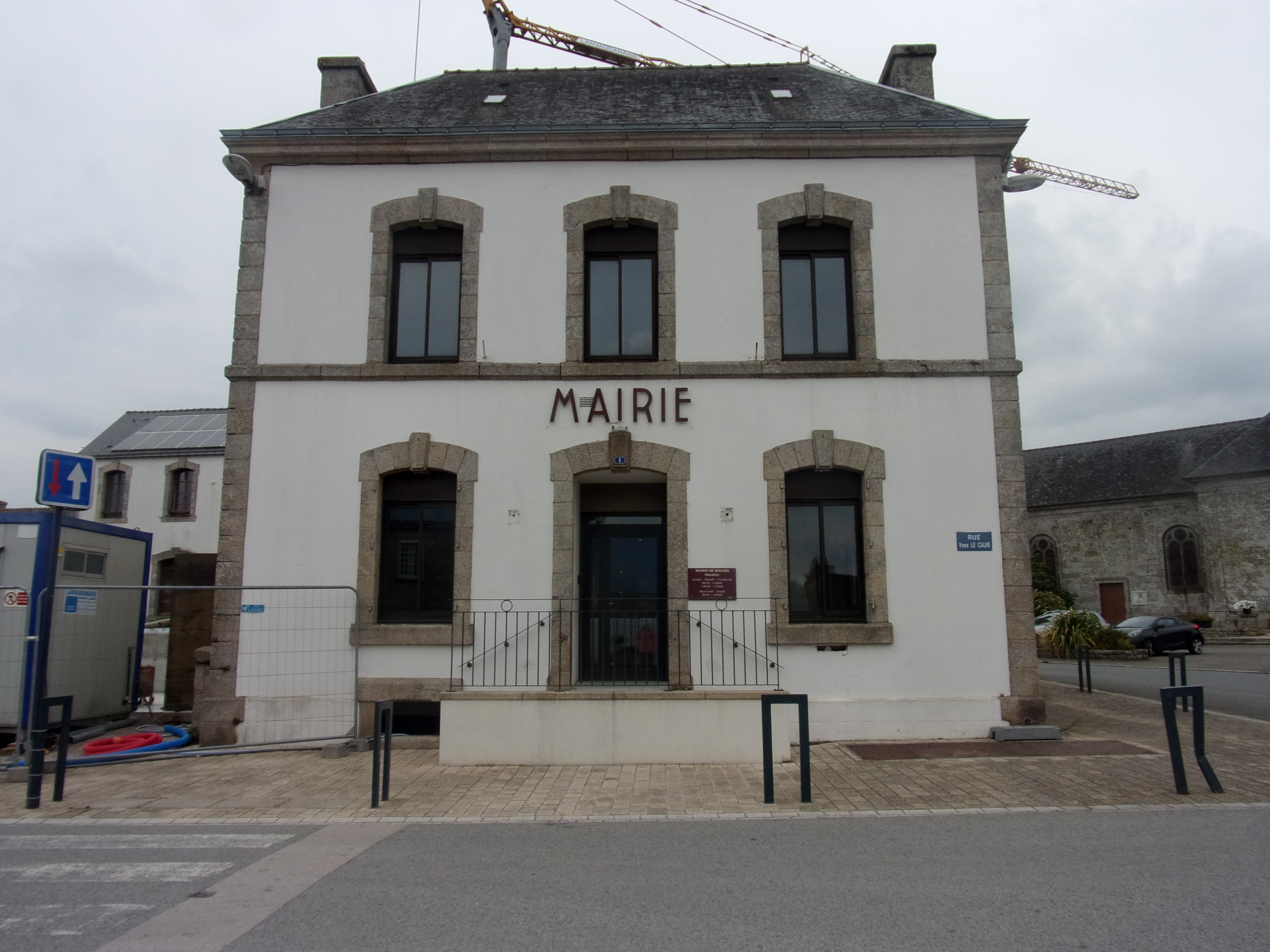
la mairie de Séglien

| Période                                  | Période               | Identité          | Étiquette | Qualité  |
| ---------------------------------------- | --------------------- | ----------------- | --------- | -------- |
| ?                                        | juin 1979 (démission) | Jean-Marie Le Fur |           |          |
| 1979                                     | ?                     | Jean Fichet       |           |          |
| juin 1995                                | mars 2008             | Gilbert Rannou    |           |          |
| mars 2008                                | 2014                  | Daniel Le Rouzic  |           | Retraité |
| 2014 Réélu en 2020                       | En cours              | Laurent Ganivet   |           |          |
| Les données manquantes sont à compléter. |                       |                   |           |          |

## Démographie
L'évolution du nombre d'habitants est connue à travers les recensements de la population effectués dans la commune depuis 1793. Pour les communes de moins de 10 000 habitants, une enquête de recensement portant sur toute la population est réalisée tous les cinq ans, les populations de référence des années intermédiaires étant quant à elles estimées par interpolation ou extrapolation. Pour la commune, le premier recensement exhaustif entrant dans le cadre du nouveau dispositif a été réalisé en 2008.

En 2022, la commune comptait 656 habitants, en évolution de −3,53 % par rapport à 2016 (Morbihan : +3,82 %, France hors Mayotte : +2,11 %).
| 1793  | 1800  | 1806  | 1821  | 1831  | 1836  | 1841  | 1846  | 1851  |
| ----- | ----- | ----- | ----- | ----- | ----- | ----- | ----- | ----- |
| 1 976 | 1 953 | 2 004 | 1 876 | 2 054 | 2 122 | 2 071 | 2 230 | 2 175 |

| 1856  | 1861  | 1866  | 1872  | 1876  | 1881  | 1886  | 1891  | 1896  |
| ----- | ----- | ----- | ----- | ----- | ----- | ----- | ----- | ----- |
| 2 010 | 1 957 | 1 980 | 1 867 | 1 973 | 1 951 | 2 014 | 1 978 | 2 005 |

| 1901  | 1906  | 1911  | 1921  | 1926  | 1931  | 1936  | 1946  | 1954  |
| ----- | ----- | ----- | ----- | ----- | ----- | ----- | ----- | ----- |
| 2 077 | 2 103 | 2 090 | 1 981 | 1 862 | 1 861 | 1 791 | 1 760 | 1 413 |

| 1962  | 1968  | 1975 | 1982 | 1990 | 1999 | 2006 | 2008 | 2013 |
| ----- | ----- | ---- | ---- | ---- | ---- | ---- | ---- | ---- |
| 1 299 | 1 115 | 902  | 804  | 724  | 709  | 714  | 716  | 697  |

| 2018 | 2022 | - | - | - | - | - | - | - |
| ---- | ---- | - | - | - | - | - | - | - |
| 658  | 656  | - | - | - | - | - | - | - |

## Lieux et monuments

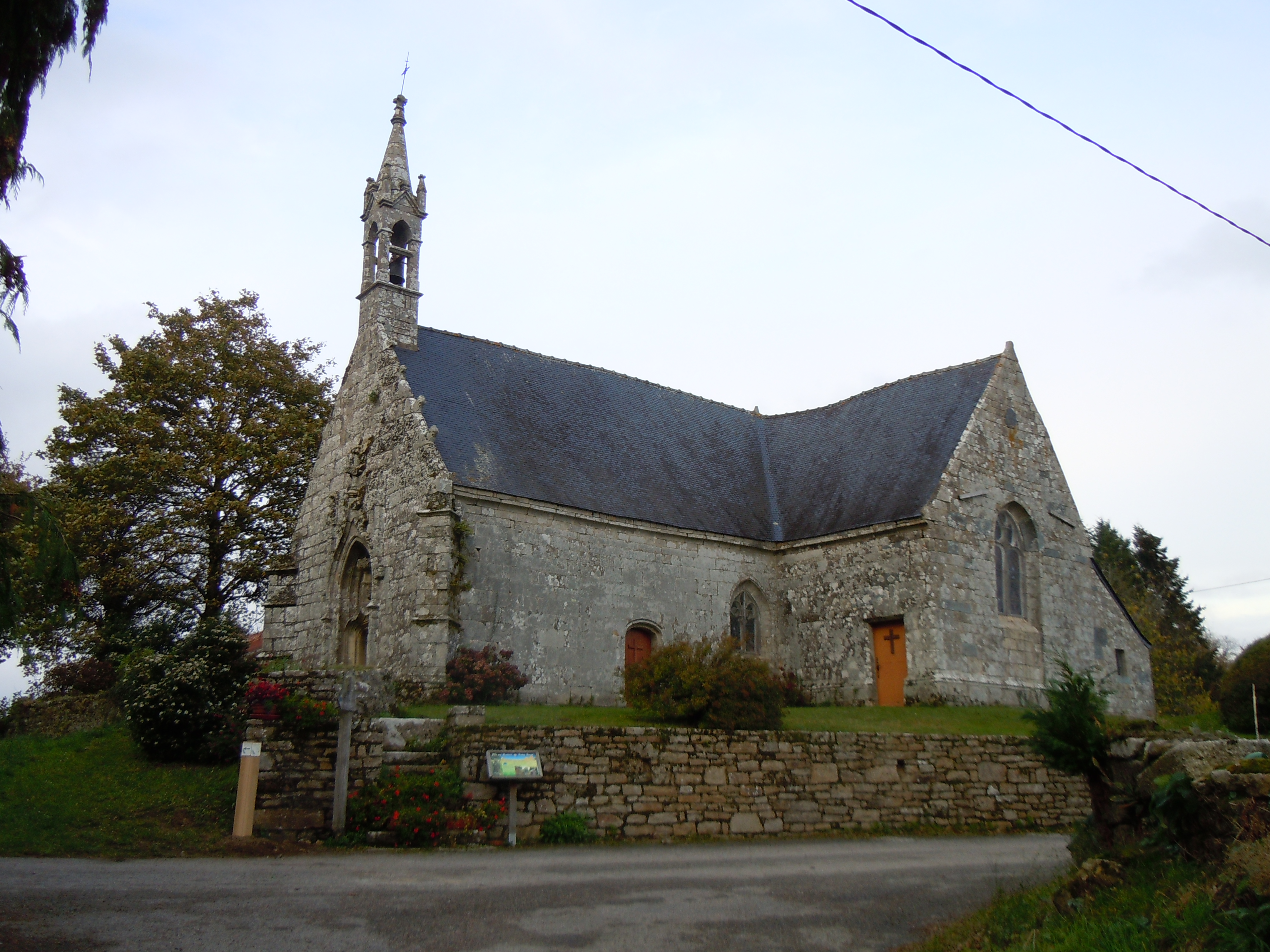
Chapelle Saint-Germain.

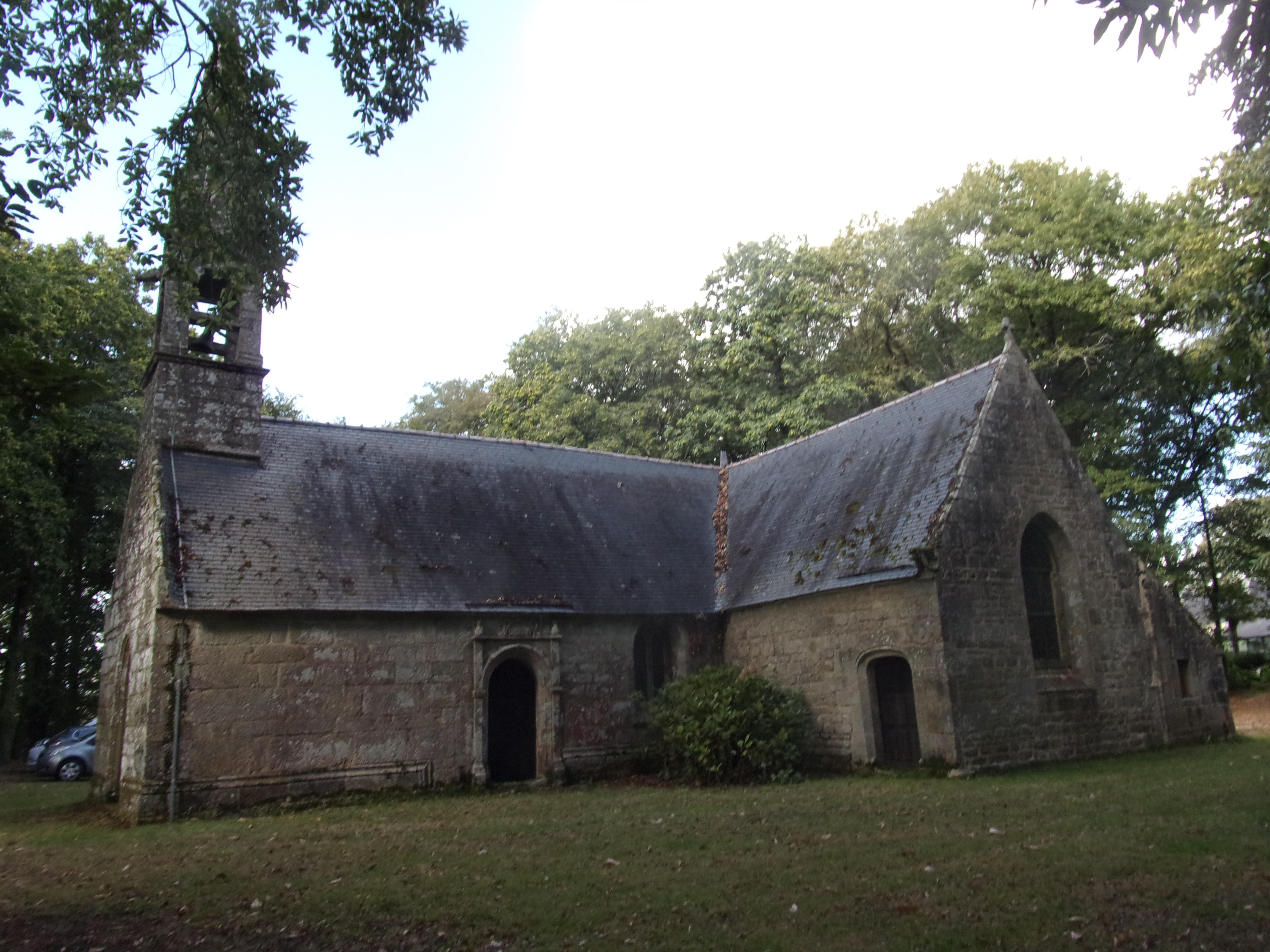
Chapelle Saint-Jean.

Séglien possède un patrimoine ancien important. On y trouve quatre monuments historiques inscrits :
- la chapelle Saint-Germain (début XVIe siècle), restaurée en 1893. Monument inscrit depuis 2008[48],[49] ;
- la croix de Saint-Zénon, croix en granit du XIIe[50] ;
- la chapelle Saint-Jean (fin XVIe siècle)[51] ;
- la chapelle Notre-Dame de Locmaria (XVe et XVIe siècles)[52].

On y trouve aussi 28 monuments inventoriés :
- le château de Coët-en-Fao ou Coëtanfao (XVIIIe siècle), édifié à l’emplacement d’un ancien château construit en 1549 et d'un manoir mentionné dès le XVIe siècle, il est inscrit à l'inventaire général du patrimoine culturel[53] ;

- le manoir de Kerbernès (XVIe et XVIIe siècles), il est inscrit à l'inventaire général du patrimoine culturel[54] ;

- le manoir de Kergohan] (XVIIe siècle), il est inscrit à l'inventaire général du patrimoine culturel[55] ;

- l'église Notre-Dame-de-Lorette (XVIIe et XIXe siècles), datant de 1640 et remplaçant une église plus ancienne, du XIIe siècle, reconstruite au XVe siècle[56] ;

- le presbytère (1738 ; 1742 ; 1891)[57] ;

- l'oratoire du Clandy (1614)[58] ;

- la chapelle Saint-Zénon, reconstruite à la fin du XVIIe siècle par Sébastien de Kerhoent et Marie de Kergoët[59] ;
- le monument aux morts[60] ;

- le manoir de Kergohan (1651)[61] ;

- la maison de Treuzar Bihan (1764) ;

- la maison de Treuzar Bras (1650) ;

- la maison de Saint-Germain (XVIe siècle) ;

- le moulin à Trescoët (Moulin - cadastre 1836 ; Maison de Meunier 1857)[62] ;
- etc.

On trouve aussi huit moulins dont les moulins à vent de Mané-Guégan et de Trescoat, et les moulins à eau de Pont-ar-Houard, de Sarre, de Trescat, de Trescoet et de Sylvestre.
À noter la présence d'une ferme de six éoliennes, atteignant 115 m de haut.
La fontaine préhistorique de Kermore - Séglien. La particularité de Kermore consiste principalement en ce que, pendant le néolithique, une source avait été entourée de mégalithes. Il ne s’agit pas là d’un simple parement, mais de plusieurs blocs de pierre massifs qui avaient été imbriqués les uns dans les autres avec une grande précision, formant ainsi trois bassins dans lesquels s’accumule l'eau.
Le chêne de Kermore a plus de 300 ans.